# Народоосвободителен партизански отряд „Дримкол“
Народоосвободителния партизански отряд „Дримкол“ е комунистическа партизанска единица във Вардарска Македония, участвала във въоръжената комунистическа съпротива във Вардарска Македония по време на Втората световна война. Споменаван е и като партизански батальон „Дримкол“ през октомври 1943 година.

## Дейност
Създаден е през втората половина на август 1943 година в местността Свети Спас край Вевчани от 20 албански бойци. Главно действа с пропаганда сред албанското население и смущаване на транспортната линия Струга-Дебър. Една част от бойците на отряда се присъединяват към Първа македонско-косовска ударна бригада през октомври 1944 година в кичевското село Дворци.